# Havaika cruciata
Havaika cruciata là một loài nhện trong họ Salticidae. Loài này được phát hiện ở Hawaii.